# Blue Jay (personaggio)
Blue Jay (vero nome Jay Abrams) è un supereroe della DC Comics ed un ex membro dei Campioni di Angor, anche conosciuti come i Giustificatori. Possiede l'abilità di ridursi fino a sette centimetri d'altezza e di farsi crescere un paio d'ali sulla schiena, con le quali può volare. Blue Jay è un omaggio al personaggio Yellowjacket pubblicato dalla Marvel Comics. Blue Jay fu creato da Mike Friedrich e Dick Dillin. Comparve per la prima volta in Justice League of America n. 87 (febbraio 1971).

## Biografia del personaggio
I primi tre Campioni di Angor che sopravvissero al viaggio fino alla Terra furono Blue Jay, Silver Sorceress (omaggio a Scarlet), e Wandjina (omaggio a Thor). La creazione di questi personaggi fu un corollario dei personaggi di Roy Thomas all'interno dei Squadron Supreme (un omaggio della Marvel alla Justice League of America della DC all'epoca).
Dopo essere sopravvissuti alla distruzione del loro mondo, il pianeta Angor, Blue Jay ed i suoi alleati arrivarono sulla Terra, nel tentativo di disarmare un arsenale nucleare e di salvarla da un destino disastroso. Wandjina sembrò sacrificarsi nel successivo tentativo di salvare il paese di Bialya da una fusione nucleare. Blue Jay e Sorcerer furono imprigionati da alcuni ufficiali russi. Sorcerer riuscì a ritornare sul suo mondo grazie all'arte magica. Blue Jay scappò nel deserto russo. Fece evadere numerosi patrioti russi e finì per unirsi alla Justice League.

## Il vettore estremista
Mentre era con la League si confrontò contro gli Estremisti, duplicati robotici delle entità che distrussero il suo mondo. I robot quasi fecero lo stesso con la Terra, ma furono fermati da una combinazione degli sforzi di entrambe le squadre. Fu rivelato che Mitch Wacky, un membro riverito del mondo di Blue Jay, creò i robot Estremisti, che però andarono fuori controllo. Mitch creò un parco a tema tecnologicamente avanzato, dove i robot estremisti erano delle attrazioni. Le risorse tecnologiche di Mitch gli permisero di sopravvivere all'olocausto nucleare e presto si fece strada verso la Terra ed una nuova vita. Il successivo viaggio temporale di Mitch con Kilowog mostrarono i vecchi amici e compagni di squadra di Blue Jay, tutte analogie degli eroi della Marvel.
Si scoprì che Dreamslayer, uno degli estremisti, non era un duplicato robotico, ma una persona vera.

## Leader di una missione
Blue Jay divenne un membro della Justice League per un breve periodo. Durante la sua occupazione nella Justice League International, spese la maggior parte del tempo sconvolto da alcuni dubbi personali. Questo incluse l'annuale Armageddon 2001 che lo vide gettarsi nel futuro e candidarsi senza successo per l'adesione alla Legione dei Supereroi perché era "solo una Shrinking Violet con le ali". Nonostante sapessero delle ali, gli fu data lo stesso una cintura per il volo. Fu reclutato da Polar Boy dalla Legione degli Eroi Sostituti, dove non fu assolutamente pianificato nulla per il loro primo incontro. Infine, fu riportato al presente da un altro compagno di squadra scomparso.
È uno dei molti caduti come vittime di Starro il Conquistatore, ma Ice fermò questa incombente invasione. Fu infine reso il leader della branca Europea della Justice League. Fu insignito del ruolo dall'ambasciatore Rolf Heimlich, che fu messo a capo della League dalle Nazioni Unite. La prima missione di Blue Jay fu quella di riportare indietro Blue Beetle, Capitan Atomo, Ice ed Elongated Man. Furono tutti licenziati da Heimlich e si allearono insieme illegalmente per invadere la Bialya per mettere alla luce la verità dietro i recenti incidenti. L'Ispettore Camus scoprì la verità  dietro Heimlich, e cioè che è una talpa inviata da Queen Bee, la Regina di Bialya. Nel volo sopra la terra, a Blue Jay furono forniti dei consigli di leadership da Martian Manhunter. La League scoprì i piani di controllo mentale di Queen Bee in un'esplosione progettata da Sumaan Harjavti, che uccise Bee. La stessa esplosione quasi uccise la League, ma Ice salvò le vite di ogni supereroe e delle vittime sotto controllo mentale con la formazione di uno scudo di ghiaccio. Sfortunatamente non fu in grado di salvare le vite di tutti i Bialyani, ed infatti alcuni di loro morirono. Blue Jay e la League rimasero in Bialya per un po', aiutando nei salvataggi e nei soccorsi di pronto intervento.

## Amici dispersi
Dreamslayer ritornò per prendere il possesso della mente del finanziatore della JLA, Maxwell Lord. Accrebbe il potere di persuasione di Lord e prese il controllo sull'isola mobile, senziente e popolata di Kooey Kooey Kooey. Mitch Wacky fu rapito per ricreare gli estremisti, ma morì poco dopo. Durante l'incursione della Justice League sull'isola, Sorceress prese una freccia nello stomaco, lanciata da un nativo sotto controllo mentale. Morì, ma non prima di aver eliminato Dreamslayer. Tutti i Leaguers presero la faccenda molto pesantemente, ma mai più di Blue Jay, che adesso era l'unico sopravvissuto del suo mondo.

## Attività Post-JLI
Successivamente, Blue Jay, come riserva della JLI, rimase coinvolto in un combattimento di potere tra i Rocket Red Brigade e il criminale conosciuto come Sonar.
Fu rapito da alcuni alieni acquisitivi, insieme a dozzine di super umani. I clandestini, Nightwing e Firestorm, lavorarono per liberare Superman. I loro sforzi liberarono l'eroe, insieme ad altri eroi imprigionati all'interno di una specifica gabbia d'energia. Questo gruppo includeva Blue Jay, Skyrocket, Livewire, il Veterano e Aquaman II. Dubbi circa l'identità di Superman causarono un piccolo scisma all'interno di questo strano gruppo, ma lavorarono insieme per recuperare i propri poteri, danneggiando le infrastrutture dei loro catturatori alieni e liberando chiunque ed ogni cosa che fu da loro presa.
A causa di uno sbaglio di Livewire e della trasmissione intenzionale degli stessi alieni, gli sforzi di Blue Jay, insieme al resto dei suoi alleati temporanei, furono trasmessi ad ogni televisione della Terra e a molti mondi alieni.

## Possibile decesso
Blue Jay fu visto di recente nelle pagine di Justice League. Fu apparentemente ucciso da uno sconosciuto mentre tentava di avvertire la League di un attentato a loro spese.

## Versioni alternative

### Blue Jay di Terra-8
Nella serie Lord Havok and The Extremists (2007) fu presentata una versione degli Estremisti e dei Campioni di Terra-8. I Campioni erano parte di un gruppo chiamato la Meta-Militia con Tin Man come presidente di Angor e Americommando come vice presidente. Quando Tin-Man fu ucciso da Lord Havok, Americommando divenne presidente e Blue Jay vice presidente. Disgustato dalla corruzione del presidente, Blue Jay assistette gli Estremisti nella sconfitta dei Meta Militia, e mise Americommando sotto processo per i suoi crimini.

## Poteri e abilità
Attraverso mezzi non specificati, Blue Jay è capace di ridursi all'altezza di sette centimetri. Può farsi crescere un paio d'ali mentre si rimpicciolisce, permettendogli di volare.
Nella sua precedente identità come Massive Man, la versione di Blue Jay di Terra-8 era capace di incrementare la sua altezza oltre i 35 metri. Non è chiaro se quest'abilità fosse possibile anche per il Blue Jay di Nuova Terra.